# ویلی بوش
ویلی بوش (به آلمانی: Willy Busch) بازیکن فوتبال و مدافع اهل آلمان است که از سال ۱۹۳۳ میلادی عضو تیم ملی فوتبال آلمان بوده‌است. وی در ۱۳ بازی ملی حضور داشته است و آخرین بازی ملی خود را در سال ۱۹۳۶ میلادی انجام داد. ویلی بوش در بازی‌های ملی‌اش گلی به ثمر نرساند.